# Износки
Изно́ски — село, административный центр Износковского района Калужской области и сельского поселения «Село Износки». Одноимённая станция Московской железной дороги, открыта в 1874 году на Ряжско-Вяземской железной дороге .

## Физико-географическое положение
Село находится на северо-западе Калужской области, на берегах реки Ращены, притоке Шани. Геоморфологически расположено на Смоленско-Московской возвышенности, в ~ 108 км, к северо-западу от областного центра города Калуги. Через село проходит однопутная неэлектрифицированная железная дорога линии Вязьма — Сызрань.
Село соединено с населёнными пунктами района сетью автомобильных дорог местного значения, а также межмуниципальными дорогами общего пользования: 29Н192 с городом Медынь и 29К013 с федеральной автотрассой А130.
В 2,5 километрах на юго-запад от села находится туристическая достопримечательность — Шатринская гора . Крутизна склонов конического холма достигает 30°. Со всех сторон холм доступен для восхождения.

## Население и демография
| 1913 | 1926 | 1939  | 1959  | 1989  | 2002  | 2010  |
| ---- | ---- | ----- | ----- | ----- | ----- | ----- |
| 126  | ↗464 | ↗1413 | ↗1697 | ↘1131 | ↗1926 | ↘1877 |

## История
Название деревни может происходить от славянского некалендарного имени-прозвища Износок, что означало «конченный человек»
Впервые деревня Износки упоминается в Указе Екатерины II в составе Медынского уезда Калужского наместничества в 1776 году. Предполагается, что деревня возникла между 1762 и 1778 годами.
В планах дач генерального и специального межевания по Медынскому уезду за 1777 год упоминается пустошь Износкова графини Екатерины Чернышевой.
По ревизской сказке 1782 года, где была зафиксирована новопоселённая деревня Износки, в ней проживали крестьяне, переведенные из деревни Даниловка Морозовской волости (61 человек), и из Клушинской дворцовой волости Гжатской округи Смоленского наместничества (13 человек).   В 1782 году значится как деревня Износка на суходоле, в дворцовой Морозовской волости Медынского уезда.
В XIX веке Износки были в составе Дороховской(бывшей Морозовской) волости.
С начала XIX века Износки славились производством музыкальных инструментов (цитры, гармонифлют, с 1925 по 1941 работала артель промкооперации «Спартак» по изготовлению балалаек.
Во время Отечественной войны 1812 года на Износковской земле действовали партизанские формирования Дениса Давыдова.
Своё развитие село получило с прокладкой в 1874 году железной дороги в километре от деревни. Довольно быстро деревня развилась в посёлок промышленников и ремесленников.
В посёлке проживали купцы Кудряшов, Родин, Щеколдин, державшие в селе торговые лавки, крупный кондитер К. П. Лебедев. К 1906 году действовали два лесопильных завода, предприятие по продаже льняного семени. Высоко ценился износковский лён.
В 1894—1904 был построен храм в честь Алексия, человека Божьего. Износки известны как один из центров старообрядчества, после 1905 года была возведена (старообрядческая) деревянная церковь, рядом со зданием современной районной администрации (не сохранилась).
12 ноября 1918 года станция Износки была занята восставшими в ходе Медынского восстания.
В 1924 году село стало центром волости, образованной из Бебелевской, Дороховской и Ореховенской волостей, в 1927 году включено в состав Мятлевского уезда.
В 1926 году Износки — посёлок при железнодорожной станции, центр Износковской волости Медынского уезда Калужской области.
С 12 июля 1929 года Износки — центр района в составе Вяземского округа Западной области.
В годы Великой Отечественной войны на Износковской земле шли тяжёлые бои. В этих местах героически сражались части окружённой ударной группы 33-й армии генерал-лейтенанта Михаила Ефремова, в конце января 1942 года, в районе железнодорожной станции располагался его командный пункт. В феврале-марте 1942 года в Износках располагался опорный пункт Оперативного штаба Истребительного мотострелкового полка УНКВД по г. Москве и Московской области.
В военные годы под Износками располагался военный аэродром 13-го РАБ, получивший название по ближайшей железнодорожной станции. 13 марта 1942 года с аэродрома Адуево на аэродром Износки переводится 627 иап. В составе полка, на 10 марта 1942 года, находилось 7 самолётов И-16 (5 исправных и 2 неисправных) и 10 лётчиков.  Обслуживание аэродрома обеспечивал 169 бао, переводившийся из Медыни.
Освобождение района началось в январе 1942 года в ходе Ржевско-Вяземской стратегической операции. Последний оккупант был изгнан с территории Износковского района лишь 8 марта 1943 года.
- Тексты по теме Операция 33 и 43 армий на вяземском направлении в Викитеке

В 1944 году, с образованием Калужской области, Износковский район вошёл в состав Юхновского и Медынского районов.
15 августа 1985 года указом Президиума Верховного Совета был образован Износковский район с центром в посёлке Износки.
В 1990-е был открыт молитвенный дом, приход в честь святителя Николая.
В 2003 году в состав села включена деревня Износки.

## Экономика
Показатели по основным отраслям (2009)
 Обрабатывающие пр-ва (50 %) Сельское хозяйство (33 %) Пр-во пищевых продуктов (13 %) Пр-во и распр. газа и воды (1 %) Прочие (3 %)
Основной отраслью экономики района является сельскохозяйственное производство. Земли сельскохозяйственного назначения занимают площадь 54,9 тыс. гектаров.
Традиционно развиты мясо-молочное животноводство и рыбоводство. Одними из перспективных направлений развития промышленного производства считаются переработка древесины и изготовление стройматериалов. Экологически чистый район позволяет развивать охотничьи и рыболовные хозяйства, зоны отдыха и дачные, садоводческие товарищества.
Следует отметить ЗАО «Эковуд», ООО «Леспром», ООО «Лесопромышленная база». В общей сложности к предприятиям обрабатывающей отрасли в районе относятся 6 предприятий с общей численностью работников более 115 человек.
Среди предприятий по производству пищевых продуктов выделяется ЗАО «Калужский рыбоводный осетровый комплекс», открытие которого состоялось в декабре 2008 года.
В основу этого проекта положено использование новейших технологий на базе рыбоводных установок замкнутого индустриального типа, с контролируемыми условиями взращивания и содержания рыбы. В перспективе предприятие должно производить до 16 тонн икры, и до 80 тн. рыбы осетровых пород.
Ведущей отраслью является деревообрабатывающее производство которая представлена: ООО ДП «Агат», «Лесные инвестиции», ЛПК «Калужский лес».
В селе действует молочный завод «Вистекс-С». Зерновое производство: ООО «Баталин», СПК колхоза «Износки», крестьянско-фермерские хозяйства. Предприятие по производству строительных материалов: ООО «Стройматериалы», предприятие по добыче полезных ископаемых, фермы крупного рогатого скота по производству молока.
В районе работают предприятия и организация всех форм собственности, в том числе по отраслям:
- промышленность — 9
- сельское хозяйство — 14
- транспорт и связь — 2
- торговля — 5
- кредитные организации — 3

В последние годы развивается малое предпринимательство в селе. В условиях рынка малый и средний бизнес формирует оптимальную структуру производства товаров и услуг и является источником создания новых рабочих мест.

## Транспорт
Через село проходит однопутный неэлектрифицированный участок Муратовка — Вязьма-Брянская линии Вязьма — Сызрань Московской железной дороги. Железнодорожная станция Износки принимает пассажиров (4 пары дизель-поездов в сутки) и грузы.
Открыто автобусное сообщение с Калугой, Малоярославцем, Медынью, сёлами: Шанский Завод, Извольск, деревнями Савино, Ореховня, Хвощи. В 2013 году запущен автобусный маршрут по селу: ул. Центральная 31 — Библиотека.

## Культура, образование, здравоохранение
В селе имеются средняя общеобразовательная школа (на 320 мест), детская музыкальная школа, детские сады, библиотека (на 24 места), дом культуры (на 250 мест), почтовое отделение, больница (на 32 места), фельдшерско-акушерский пункт.

## Религия
В 2008 году здание церкви Алексия Человека Божия до этого времени бывшее собственностью ОАО ЦентрТелеКом, было передано в ведение Русской Православной Церкви. С 2009 года в ней возобновлены служения и ведутся восстановительные работы. Здание церкви и школы построено в конце XIX — начала XX века.

## Известные земляки
- Ермаченков, Василий Васильевич (1906—1963) — советский военачальник, генерал-полковник авиации[33].

## Статьи и публикации
- Татьяна Петрова. Колокольный звон над Износками // «Весть» : газета. — 2010. — 22 апреля.
- Татьяна Романова. В районе Износок // Весть : газета. — 2012. — 31 мая.
- История посёлка. МОУ «Износковская СОШ» (2015). Дата обращения: 28 марта 2016. Архивировано 16 апреля 2016 года.
- История. МР "Износковский район" (2016). Дата обращения: 28 марта 2016. Архивировано 26 марта 2016 года.

## Внешние медиафайлы
- Износки 240 лет: прошлое и настоящее на YouTube